# シーナリー山
シーナリー山（オランダ語: Mount Scenery）は、カリブ海のオランダ領サバ島にある活火山。その溶岩円頂丘は、それ自体ひとつの成層火山である同島の山頂をなす。標高は887mで、オランダ王国の最高峰。また、2010年以後サバ島がオランダ本国に所属することとなったため（それまでは自治領オランダ領アンティルの所属であった）、オランダ本国の最高峰でもある。
シーナリー山は潜在的な危険性を持つ火山である。最近では1640年ごろに、爆発や火砕流をともなう噴火を起こした。

## ギャラリー

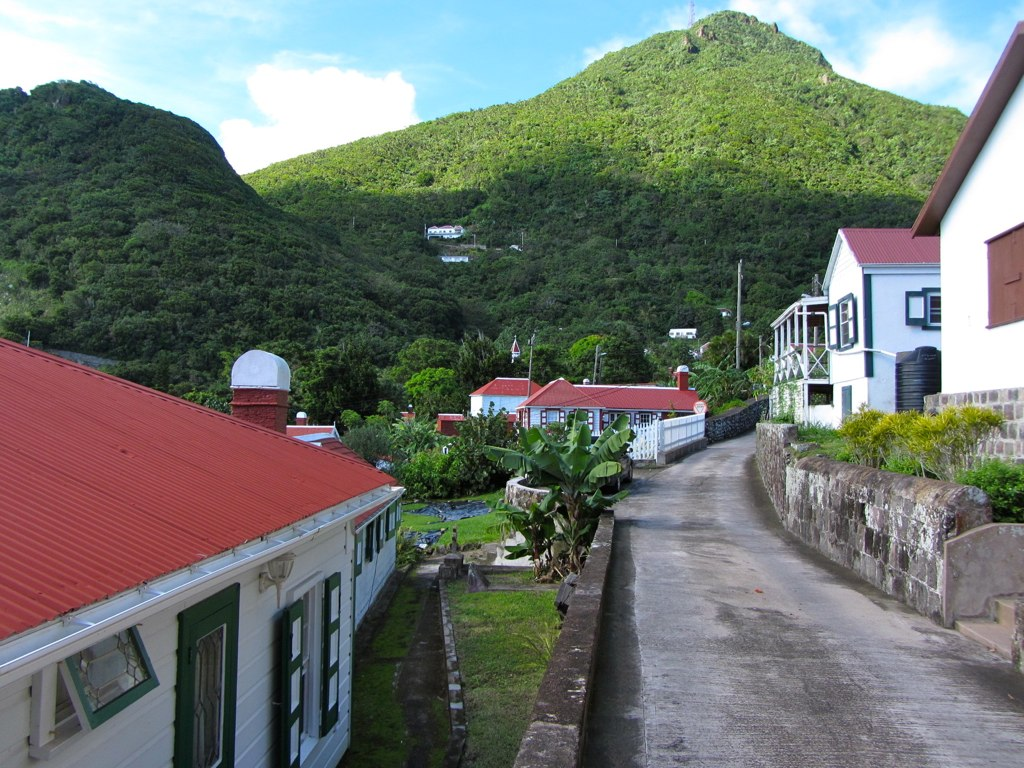
シーナリー山（背後）のふもとのウィンドワードサイド村の通り
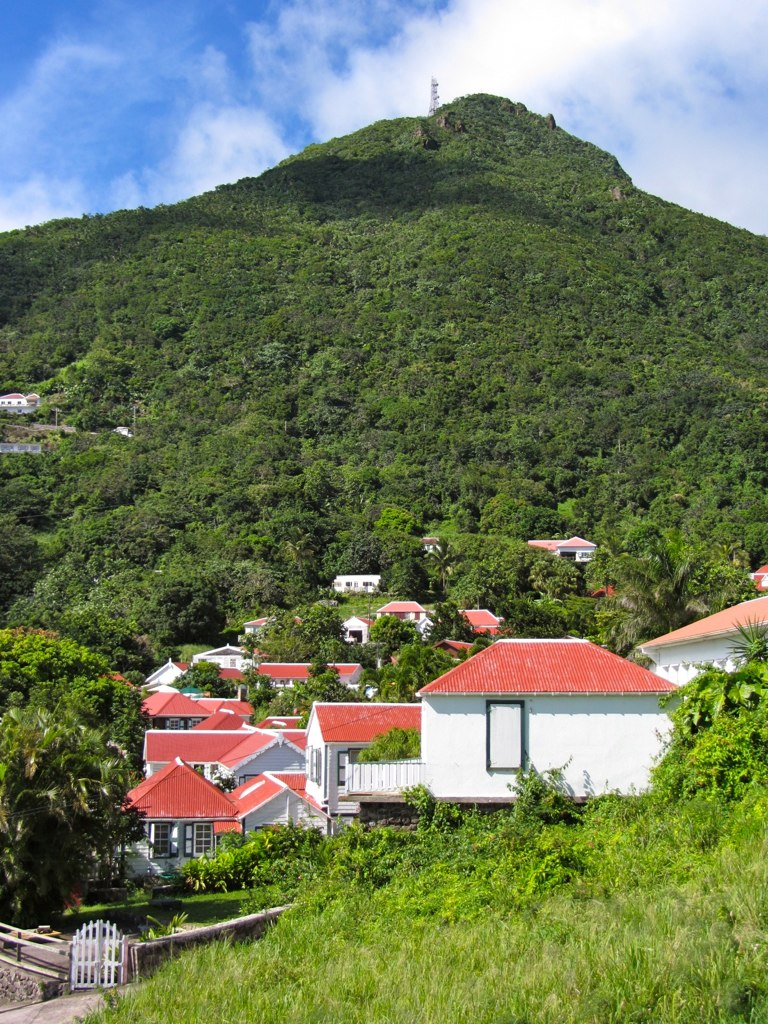
ウィンドワードサイド村から見た山頂
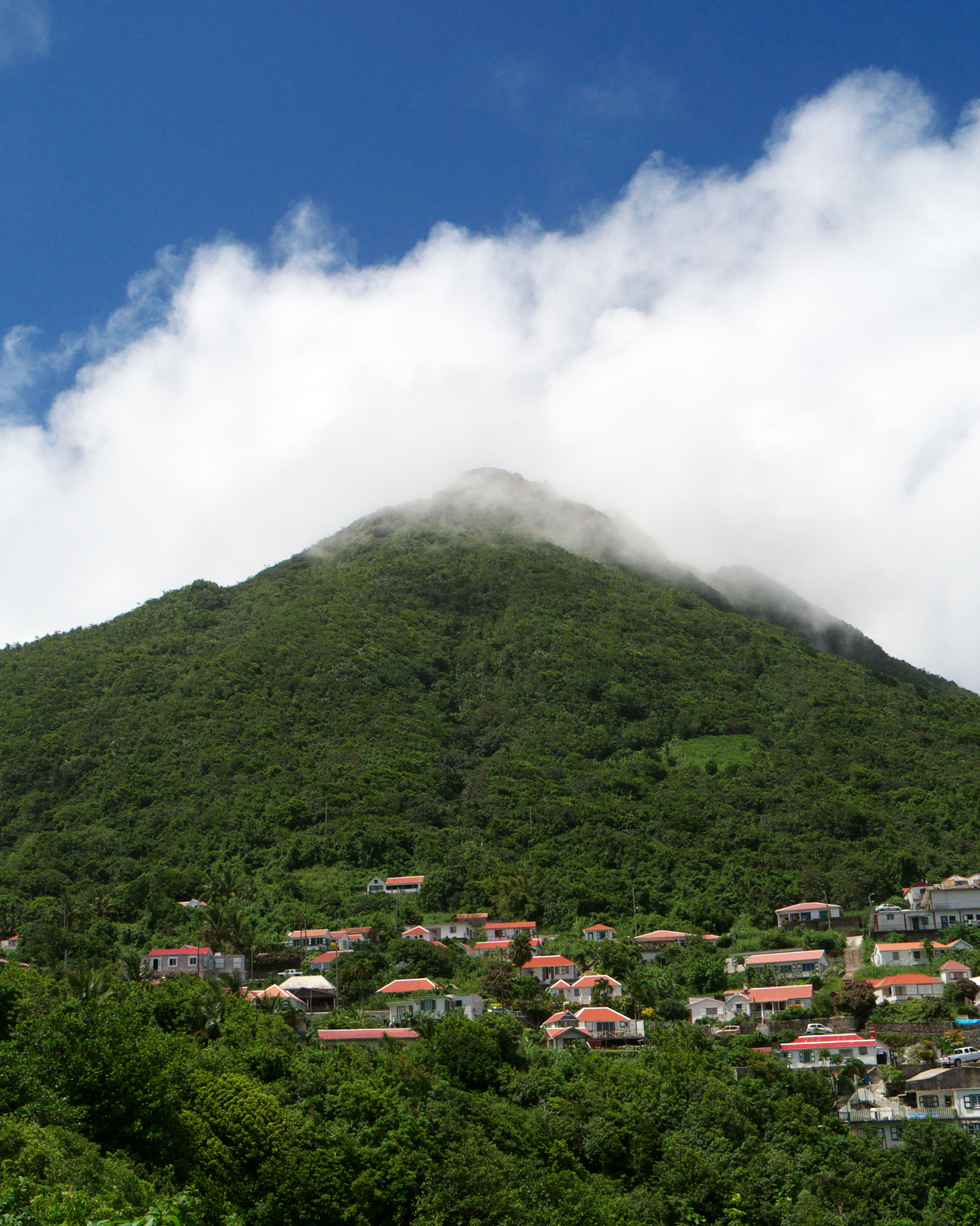
雲につつまれたシーナリー山
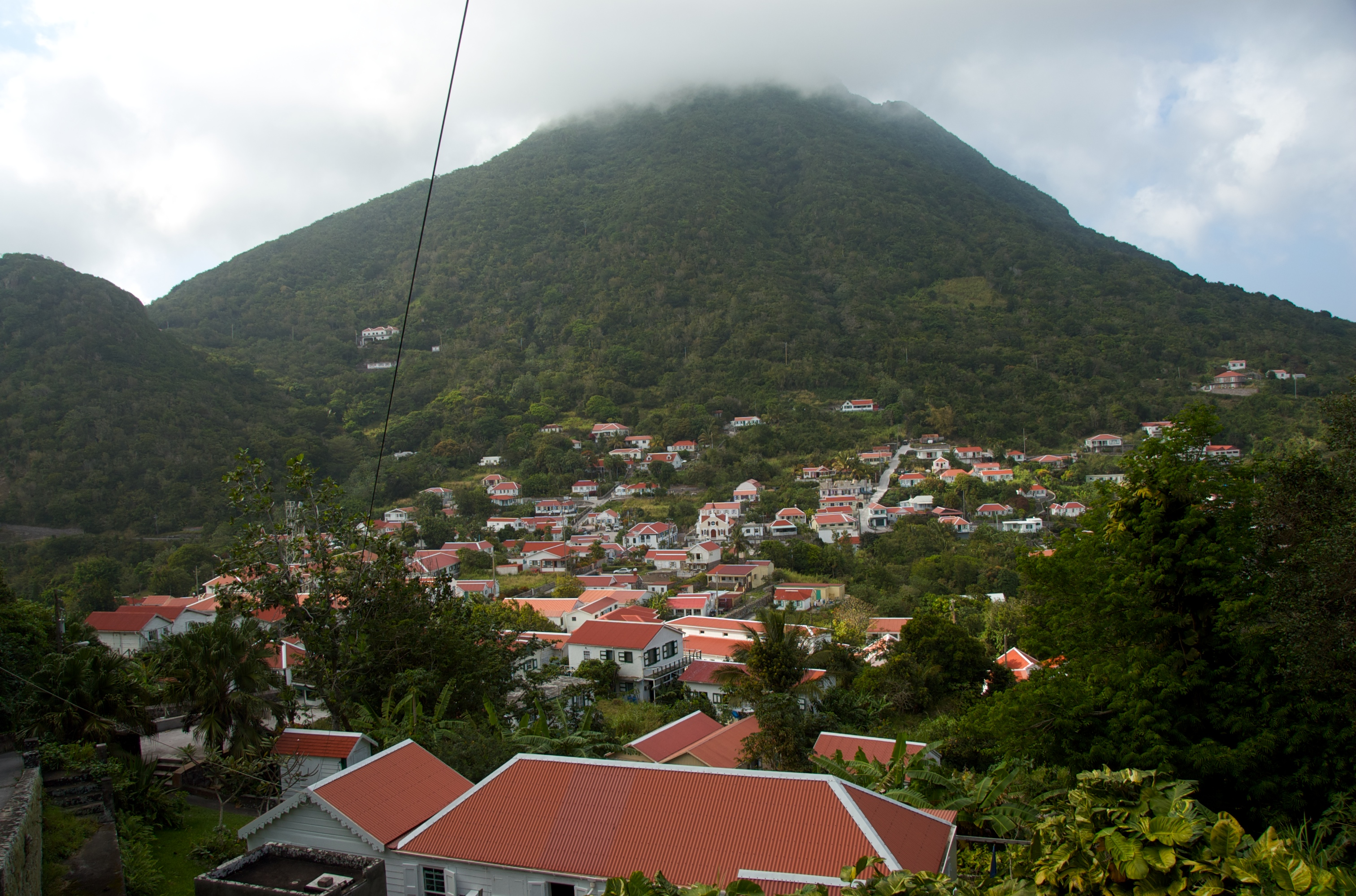
ウィンドワードサイド村とシーナリー山
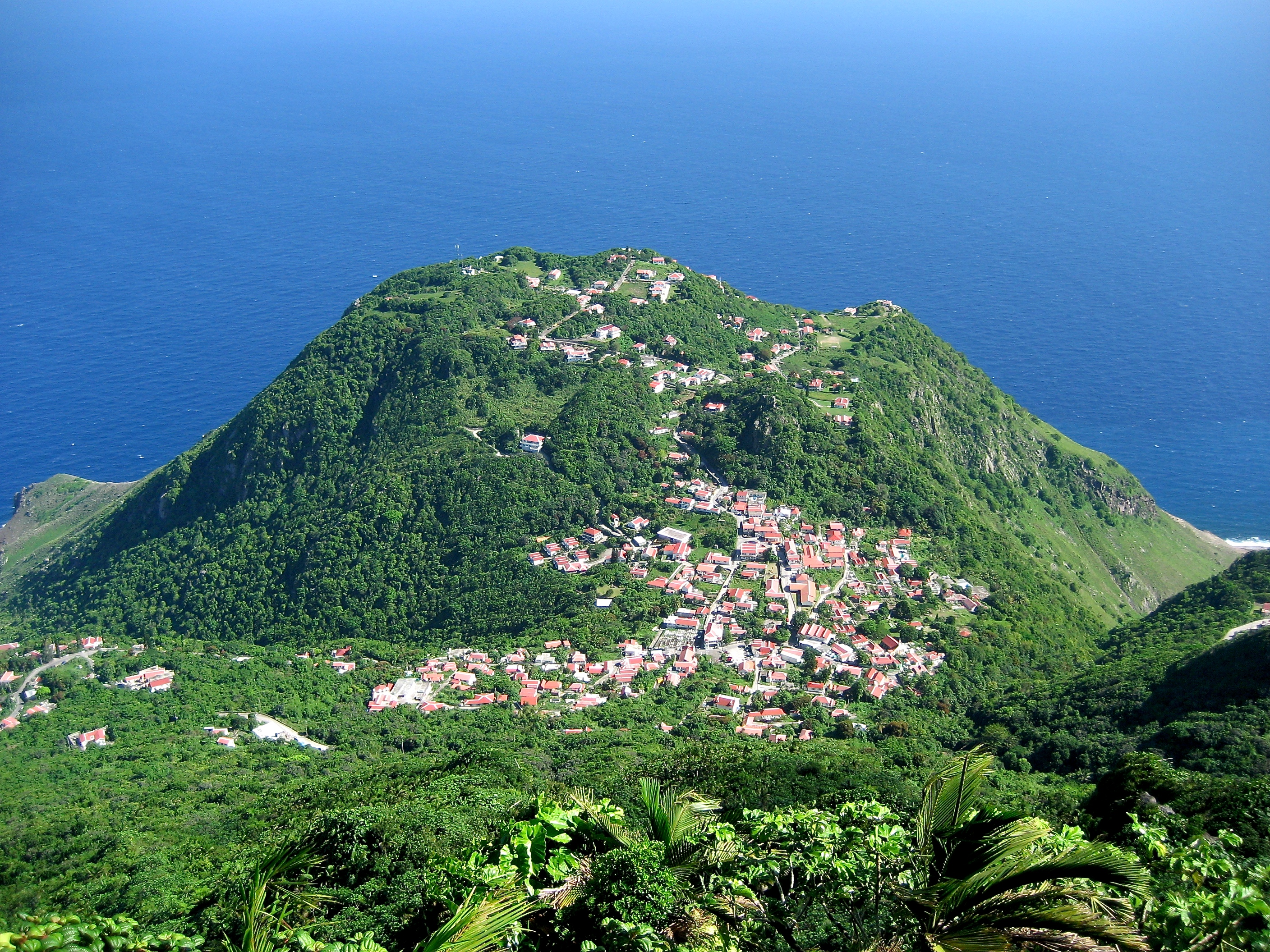
シーナリー山から見たウィンドワードサイド村